# FAITH (愛内里菜の曲)
「FAITH」（フェイス）は、日本の歌手・愛内里菜の5作目のシングル。

## 概要
- アルバム『Be Happy』の制作を挟んだためか、前作より約半年ぶりの新作となった。
- アルバム『Single Collection』には未収録の曲である。
- この曲で初めての地上波テレビ番組（『COUNT DOWN TV』）出演を果たした[1]。
- チャートでは前作に引き続きTOP10入り。以降は「START」まで連続TOP10入り記録が続いた。
- シングルでは初めて恋愛以外の歌詞を綴っている。
- この曲からフルサイズのプロモーションビデオが制作されるようになった。「FAITH」のプロモーションビデオは、大阪南港のふれあい港館（2008年3月末で閉鎖）前で収録されている。
- インディーズからアナログ盤が限定発売された。

## 収録曲
1. FAITH
  - 作詞：愛内里菜　作曲：大野愛果　編曲：尾城九龍
2. green way
  - 作詞：愛内里菜　作曲：宝仙明伽音　編曲：尾城九龍
3. FAITH -KCP Mix-
  - 作詞：愛内里菜　作曲：大野愛果　編曲：尾城九龍　リミキサー：KCP
4. FAITH -Instrumental-

## タイアップ
- TBS系『ワンダフル』4月度テーマソング（#1）

## 収録アルバム
- POWER OF WORDS（#1）
- ALL SINGLES BEST 〜THANX 10th ANNIVERSARY〜（#1）
- COLORS（#2）